# Союз українок Аргентини
Союз Українок Аргентини постав у 1949 році, з осідком у Буенос-Айресі, Аргентина.
Діяльність: культурно-освітня, виховна, харитативна. У зв'язку з виїздом українців з Аргентини число членкинь СУА зменшилося до 75. Довголітньою головою була Н. Онацька, 1971 — 1976 роки — К. Мурашко. Зараз головою Союзу українок Аргентини є Христина В. Липинська.